# Farranula gibbula
Farranula gibbula är en kräftdjursart som först beskrevs av Giesbrecht 1891.  Farranula gibbula ingår i släktet Farranula och familjen Corycaeidae. Inga underarter finns listade i Catalogue of Life.